# Wheelock & Co
Wheelock & Co — крупный многопрофильный конгломерат, базирующийся в Гонконге (штаб-квартира компании расположена в небоскребе Wheelock House, в округе Сентрал). Wheelock & Co и её главным активом — группой The Wharf (Holdings) — владеет миллиардер Питер Ву.
Wheelock & Co входит в рейтинг Forbes Global 2000 под номером 1249. Основными направлениями деятельности группы являются инвестиции и операции с недвижимостью. Группа также занимается дистрибуцией и розничной торговлей, включая Lane Crawford, Joyce и City’super. Операции осуществляются в Гонконге, Китайской Народной Республике, Сингапуре и на Британских Виргинских островах.

## История
Компания основана в Шанхае в 1857 году Томасом Уилоком как Shanghai Tug and Lighter. В 1932 году в результате объединения с компанией Marden & Co превратилась в Wheelock & Marden Company. После Второй мировой войны компания перебралась в Гонконг, где кроме традиционного судоходства занялась уборкой, доставкой контейнеров, складским хозяйством, недвижимостью и туризмом. В 1985 году контрольный пакет акций Wheelock & Co (по-китайски называлась «Хуэйдэфэн») приобрел гонконгский судоходный магнат Бао Юйган (Пао Юэ-Конг).
В 1986 году Бао Юйган разделил свою империю между зятьями: Питеру Ву досталась группа Wheelock / Wharf, а другому зятю — крупнейший торговый флот на Тихом океане, концерн «Хуаньцю» (ныне — BW Group). По состоянию на март 2011 года в Wheelock & Co работало 14 тыс. человек, рыночная стоимость корпорации составляла 7,25 млрд долларов, а продажи — 2,44 млрд долларов.

## Структура
Группа компаний Wheelock / Wharf работает в сфере недвижимости, розничной торговли, гостиничного дела, транспортных услуг, логистики, телекоммуникаций и информационных технологий.

### The Wharf (Holdings)
Компания основана в 1886 году как Hongkong and Kowloon Wharf (в 1986 году переименована Wharf). В 1974 году купила знаменитый Гонконгский трамвай, но в 2009 году продала его французской компании Veolia Transport, в 1996 году продала североамериканскую сеть отелей Omni. По состоянию на март 2011 года в The Wharf (Holdings) работало 13 тыс. человек, рыночная стоимость корпорации составляла более 20 млрд долларов, а продажи — 2,26 млрд долларов. Главными гонконгскими активами The Wharf (Holdings) в сфере недвижимости являются огромные торгово-офисные комплексы «Харбор-Сити» (округ Яучиммон) и «Таймс-Сквер» (округ Ваньчай), а также небоскрёбы Сорренто, Белладжио и Башня Кейбл Ти-Ви.
В материковом Китае компании принадлежат высотные комплексы Changsha IFS в Чанше, Suzhou IFS в Сучжоу, Wuxi IFS в Уси, Chongqing IFS в Чунцине и Chengdu IFS в Чэнду.
- i-Cable Communications — крупнейший интернет-провайдер Гонконга.
- Cable TV Hong Kong — крупнейший оператор кабельного телевидения в Гонконге.
- Wharf T&T — компания в сфере телекоммуникаций и информационных технологий.
- Wharf Hotels — гостиничный оператор.
  - Marco Polo Hotels Group — сеть отелей в Гонконге, Китае и на Филиппинах.
  - Niccolo Hotels — сеть отелей в Гонконге и Китае.
- Modern Terminals — оператор контейнерных терминалов в Гонконге, Шэньчжэне и Тайцане (совместное предприятие с China Merchants).
- Hong Kong Air Cargo Terminals — оператор грузового терминала в Международном аэропорту Гонконга (совместное предприятие с Jardine Matheson и Hutchison Whampoa).
- Star Ferry Company — основанная в 1888 году паромная компания, осуществляющая сообщение между Гонконгом и Коулуном.
- Кинокомпания Sundream.

### Wheelock Properties
Крупный оператор недвижимости (жилые, офисные, гостиничные и торговые комплексы), основные активы расположены в Гонконге (Wheelock Properties Hong Kong), Сингапуре (Wheelock Properties Singapore), Китае и Великобритании.

### City`super
Основанная в 1996 году сеть элитных супермаркетов (Гонконг, Тайвань и Китай).

### Joyce Boutique
Основанная в 1970 году сеть магазинов одежды, аксессуаров и косметики (Гонконг и Китай).

### Lane Crawford
Основанная в 1850 году розничная сеть магазинов по продаже предметов роскоши (одежда, обувь, аксессуары, бельё, косметика и ювелирные изделия). Магазины Lane Crawford расположены в Гонконге и Пекине.